# P'tite Tête de troufion
Pour plus de détails, voir Fiche technique et Distribution.
P'tite Tête de troufion (The Sad Sack) est un film américain réalisé par George Marshall, sorti en 1957. Ce film est une adaptation de la bande dessinée The Sad Sack. Il met en vedette Jerry Lewis dans le rôle titre. Il s'agit d'un des premiers rôles de Lewis sans Dean Martin.

## Résumé
Meredith C. Bixby est probablement l'un des plus mauvais soldats. Après plusieurs déboires, il se retrouve envoyé au Maroc où des criminels l'enlèvent pour qu'il reconstruise un canon américain. Il est finalement sauvé et les ravisseurs capturés.

## Fiche technique
- Titre : P'tite Tête de troufion
- Titre original : The Sad Sack
- Réalisation : George Marshall
- Scénario : Edmund Beloin, Nate Monaster d'après le comic strip The Sad Sack de George Baker
- Musique : Walter Scharf
- Photographie : Loyal Griggs
- Montage : Archie Marshek
- Production : Hal B. Wallis
- Société de production : Hal Wallis Productions
- Société de distribution : Paramount Pictures (États-Unis)
- Pays :  États-Unis
- Genre : Comédie
- Durée : 98 minutes
- Dates de sortie : 
  - États-Unis : 27 novembre 1957
  - France : 22 octobre 1958
- Affiche : Giuliano Nistri (Italie)

## Distribution
- Jerry Lewis : soldat. Bixby
- Phyllis Kirk : Major Shelton
- Peter Lorre : Abdul
- Liliane Montevecchi : Zita
- David Wayne : Caporal Dolan
- Joe Mantell : soldat. Wenaslavsky
- Gene Evans : Sergent. Pulley
- Shepperd Strudwick : Major Vanderlip
- Mary Treen : Sergent Hansen

## Critiques
Le New-York Times explique que le film n'a rien à voir avec le comics. Il met en valeur Jerry Lewis avec ses grimages habituelles face à Peter Lorre dans le rôle du méchant mais ne garde rien du charme du comics.